# Pop's Cool
Pop's Cool est un groupe de dance et pop enfantine français produit par la chaîne Canal J. Le groupe, actif entre 2012 et 2013, se composait de sept adolescents : Léo, Yanis, Alice, Gwendal, Anis, Madeleine, et Alysée.

## Biographie
Le groupe est formé en 2012 par la chaîne jeunesse Canal J,. Au moment de sa formation, il se composait de sept adolescents âgés entre 11 et 16 ans : Yanis, Alice, Léo, Madeleine, Gwendal, Anis et Alizée, avec chacun un début de carrière en solo à leur actif. Ils enregistrent leur premier album dans le Studio Pop's Cool. Ce premier album, l'éponyme Pop's Cool, sort le 6 octobre 2012. Ils sortent également deux singles : Bouge de là (reprise du morceau original de MC Solaar) et That's the Way. Ils font leur premier concert à La Cigale, Paris, le 3 novembre 2012, avec le soutien de coachs professionnels. En avril 2013, ils participent à une émission célébrant la Journée de la terre présentée sur Gulli.

## Membres
- Léo Rispal, né le 3 août 2000, de Roanne (Loire), est le vainqueur de la deuxième saison de l'émission de télé-réalité française L'École des stars diffusé en 2009. En 2011, il a été présenté à Gary Fico le single Le Même que moi, tiré de l'album Funambule de Fico. Il participe à Rising Star en 2014[5].
- Yanis, né le 11 septembre 2000, de Lille (Nord), est un passionné de danse. Il participe en 2014 à la neuvième saison de La France a un incroyable talent où il terminera 6e[6].
- Alice, née le 10 juillet 1998, de Boulogne-Billancourt, chante depuis l'âge de 7 ans et prend des cours de chant[7].
- Anis, né le 14 novembre 1995, de Nanterre (Hauts-de-Seine), est un rappeur qui a commencé à rapper entre 3 et 4 ans. Il prend des cours de chant[8].
- Gwendal Marimoutou, né le 15 juin 1995, de Paris, commence sa toute jeune carrière à onze ans lorsqu'il est sélectionné pour la comédie musicale Le Roi lion. Il intègre alors la Lion King School, prenant des cours de chant, danse et de théâtre. Il participe ensuite à divers télé-crochets. Il participe ainsi à l'émission La France a un incroyable talent en 2009 lorsqu'il avait 14 ans. Il atteindra la demi-finale. Il participe ensuite à la troisième saison de The Voice : La Plus Belle Voix, où il est éliminé à l'épreuve ultime[9]..
- Madeleine Leaper, née le 30 décembre 1998, de Lille (Nord), chante depuis l'âge de 10 ans et prend des cours de chant, aime la danse, la comédie. A 16 ans, elle a participé à la quatrième saison de The Voice : La Plus Belle Voix en 2015 où elle fut éliminée à l'épreuve ultime[10].
- Alysée, née le 1er février 2000, d’Enghien-les-Bains (Val-d'Oise), chante depuis qu'elle a 5 ans. Elle a participé à The Voice Kids en 2014 mais aucun coach ne s'était retourné[11].

## Discographie

### Albums studio
| Année | Album      | Meilleure position  | Meilleure position  | Ventes                              |
| ----- | ---------- | ------------------- | ------------------- | ----------------------------------- |
| 2012  | Pop's Cool | 50[réf. nécessaire] | 59[réf. nécessaire] | 10 000 exemplaires[réf. nécessaire] |

### Singles
- 2012 : Bouge de là
- 2012 : That's the Way